# Pia Tuccitto
Maria Pia Tuccitto (Arezzo, 31 de enero de 1966) es una cantautora italiana, conocida como Pia Tuccitto.

## Biografía
Pia Tuccitto, en arte Pia, recibe como regalo de su padre , a la edad de cinco años. un piano que llegará a ser su pasatiempo preferido y en los años siguientes, el instrumento con el cual empezará su carrera de cantautora. Completa los estudios en su ciudad natal y en 1985 se traslada a Bolonia para frecuentar la Universidad y graduarse en el 1994 en la Facultad de Letras y Filosofía, sección música en el DAMS con una tesis del título "Rock al femenino".
En el 1993 avviene el esordio musical de Pia Tuccitto al Festival para Voces Nuevas de Castrocaro, donde llega a la velada final con su brano Trasloco y viene notada de Gaetano Curreri que la introduce en el team de Vasco Rojos.
En el 2000 Pia Tuccitto compone para Patty Pravo siete sobre diez canciones: Una mujer de soñar, Si cierra los ojos, Sparami al corazón, Parliamone, Count Douwn, Enamorada de amor, Buongiorno a ti, contenidas en el suyo 22º álbum, Una mujer de soñar, en lo que participará también como corista. El disco vino producido de Vasco Rojos y Gaetano Curreri.
Una mujer de soñar diventa la sigla de la soap obra Ricominciare.
Participa por primera vez al Heineken Jammin' Festival de Imola en el 2000, año en el cual han participado Annie Lennox, Morcheeba y Piero Pelù y al Rock R’evolution de Zocca (Mo).
En el 2001 sale el primero singolo del título Hola amor. En seguida parte como guest estar del tour Estúpido Hotel de Vasco Rojos.
En el 2003 escono los singoli Aquella vispa de Teresa, en el cual vídeo hay la participación extraordinaria de Platinette y Si cierra los ojos.
En el mismo año escribe con Laura Trentacarlini, el brano Buon cumpleaños, y la canción Quiero una ninna nanna, ambos publicados en el álbum titulado Antes de partir de Irene Grandes.
Durante el invierno parte para una breve tournée en Alemania, toca al S036 y al Zwinglikirche de Berlín y participa al Festival Rock de Düsseldorf. Lo mismo año Nicola Garbelli, dicho El Spericolato, la soprannominerà La Rocker.
En la 2004 firma el brano del título Y... contenido en el álbum de Vasco Rojos Buenos o malos, y parte con él como supporter para el homónimo tour que durará dos años.
Durante este año Pia Tuccitto escribe Palermo haznos soñar, canción dedicada al Palermo Fútbol cantado con Roberto Superchi.
En el 2005 viene publicado el singolo Un secreto que… y da el título al primer álbum de Pia, producido de Vasco Rojos y Frank Nemola, con el cual participará al ottava edición Heineken Jammin' Festival presente también los Oasis y los REM.
En el 2006 escono otros dos singoli No sé baciarti y Yo nerviosa, y Pia parte de Milán su primero tour Un secreto que… y hará etapa en todo el mayor club italianos.
En el 2007 Pia parte en tournée con un proyecto titulado 4Veinte Live.
A septiembre sale Tu foto, su nuevo singolo que precede la salida del segundo álbum.
Vasco Live 2007 es el tour que la ve nuevamente supporter de Vasco Rojos. A la vez escribe el nuevo himno de la Fortitudo Baloncesto Bolonia, del título Fortitudo sólo para amor, interpretado junto con Gaetano Curreri del Estadio.
En el mayo del 2008 sale el segundo trabajo de Pia Tuccitto del título Urlo, producido de Vasco Rojos y arrangiato Frank Nemola y Conduzco Elmi, y contiene el singolo Si no te ammazzo ammazzami tú.
En contemporánea parte el nuevo tour Vasco.08 live en concert y Pia es su supporter.
El 24 de octubre de 2008 sale Buongiorno a ti, el brano es el tercero singolo que contenido en el álbum Urlo, entra a hacer parte de la columna sonora de la película AlbaKiara.
El texto de la canción "Buongiorno a ti" ispira Elisabetta Pasquali en la escritura del libro El gusto del picchio editó en el 2008.
En el 2009 sale Por qué todo muere, canción escrita de Pia para Cosmo Hablado, e insertada en el álbum Soubrette.
En el 2009 canta Mi canto libre junto con Gianna Nannini, Fiorella Mannoia, Laura Pausini, Giorgia, Elisa y otras intérpretes, reunidas en el proyecto Amigo para el Abruzzo para la recogida funde destinada a las poblaciones terremotate. En otoño Pia hace parte de la Colección Mutant Canvas número 1 de Nicola Artico en el cual modernas máquinas sceniche animan las tele mutanti; los retratos en movimiento, más de al suyo, son de Andrea Locicero, Daniela Santanchè, Enrico Deaglio, Gad Lerner, Gilda Helados, Oliviero Toscani, Philippe Daverio, Piero Chiambretti, Vittorio Feltri y Vittorio Sgarbi. El retrato mutante con Pia vendrá ripreso de la obra Ecate de William Blake.
En el 2010 sale el CD Te amo aunque no sé quien seis, producido de Marinella y Roberto Hierros a favor de las Asociaciones que se ocupan de la donación de los órganos. La supervisione artística es de Franco Battiato y han participado gratuitamente al proyecto, más de a Pia, Fiorella Mannoia, Lucio De la, Ivano Fossati, Máximo Ranieri, Ron, Gianni Morandi y otros muchos.
En el 2011 Pia participa al espectáculo Vicenza & friends, presentado de Katia Ricciarelli al Centro Deporte Palladio, para recoger los fondos pro-alluvionati. Durante el año escono dos singoli Como es bonito mi amor y Estoy benissimo escrito con Bettina Baldassarri, producidos de Pia Tuccitto y arrangiati de Luca Bignardi.
Para la Fundación Mudima de Milán Pia diventa el soggetto de una de las obras de la muestra de Anna Rosa Gavazzi: 7 piezas no fáciles e insalata mista junto con Christophe Daverio, Pietro Pirelli, Alberto Maroni Biroldi, Jean Blanchaert, ha participado al acontecimiento inaugural también al igual que músico.
En el 2012 Pia produce Italia de Pia una tournée multimediale atravieso Italia, un proyecto cultural de clip vídeo.Red Ronnie, de agosto, reserva un espacio al Italia de Pia en la suya web tv Roxy bar Tv.
A noviembre Pia ha sido invitada a representar Italia en ocasión del Festival del Mar Rojo “Red Sea – Italian Festival” a Hurgada en Egipto, para celebrar el encuentro entre la cultura italo-egipcia. El Festival ha sido organizado del Governariato del Mar Rojo.
El 29 de octubre de 2013 sale el nuevo singolo de Pia del título 7 Abril producido y arrangiato de Pia Tuccitto y Luca Bignardi y el vídeo con la participación del actor Leonardo Feltrin, la regia es de Fabio Fiandrini.
El 1 diciembre ha sido huésped con la band del 8ª apuntada de Roxy Bar conducido de Red Ronnie, donde ha presentado el nuevo singolo 7 Abril. Más de a Pia se están exhibidas: Fiorella Mannoia, Clara, Erica Mou, Roberta De Mario.
El 7 abril con la colaboración de radio y teles italianas realiza, con el singolo 7 Abril,  un Flash Mob Musical, inaugura la PIA TV y concluye la jornada al Barón Rojo de Red Ronnie sobre Roxy Bar.
El 28 agosto sale el nuevo singolo My Radio, disponible en todos los Store Digitales.
El 9 noviembre Pia es al interior del Calendario Solidale 2015 - "LOS COLORES de las estrellas" con textos de Ezio Alessio
Gensini y Artistas dipinti de Leonardo Santoli, junto con Battiato, Morandi, Pieraccioni 
y otros. El 7 diciembre la Rocker presenta su My Radio Ep, antes recogida contenente los 4 singoli de independiente,
al Maratón musical de Cantautrici
y Cantautori organizada del MEI a Milán. El 5 de enero de 2015 es huésped al Teatro Petruzzelli de Bari, en ocasión de la 7ª Edición del Premio Mimmo Bucci. El 17 enero la Rocker comparte el escenario con Gianni Morandi, Cesare Cremonini, Francesco Renga, en ocasión del gran espectáculo Starteraphy, organizado de ANSABBIO a la Institución Rizzoli de Bolonia. El 10 marzo viene publicado sobre iTunes y sobre todos los Store Digitales Que bonito me amor, versión española de Como es bonito mi amor, singolo del 2011. El texto ha sido adaptado de la autora madrileña Marghina García. La salida de la versión española ha sido presentada en anteprima radiofónica internacional sobre La Tecno Fm 88.3 de Buenos Aires (Argentina).
El 20 abril viene presentado en Anteprima el Vídeo de "Que bonito me amor" en el programa el Barón Rojo sobre Roxy bar Tv de Red Ronnie.
El 19 septiembre viene presentado en Primera Nacional a Bolonia el BOVO TOUR ioelei, el nuevo proyecto nacido de la colaboración entre Federica Lisi Bovolenta y la Rocker. En el espectáculo se alternan las lecturas tratte de “Nosotros no nos dejaremos nunca "– Ed.mondadori 2013 a las canciones de Pia.

## Discografía

### Álbum
- 2005 – Un secreto que…
- 2008 – Urlo
- 2014 - My Radio Ep

### Singoli
- 2001 – Hola amor
- 2003 – Aquella vispa de Teresa
- 2003 – Si cierra los ojos
- 2004 – Palermo haznos soñar (cantada con Roberto Superchi)
- 2005 – Un secreto que…
- 2006 – No sé baciarti
- 2006 – Yo nerviosa
- 2007 – Tu foto
- 2007 – Fortitudo sólo para amor (cantada con Gaetano Curreri)
- 2008 – Si no te ammazzo ammazzami tú
- 2008 – Buongiorno a ti
- 2011 – Como es bonito mi amor
- 2011 – Estoy benissimo
- 2013 - 7 abril
- 2014 - 7 abril RMX
- 2014 - My Radio
- 2015 - Que bonito me amor (testo adaptado de Marghina García)

### Autora
- 2000 – Una mujer de soñar (para el álbum Una mujer de soñar de Patty Pravo)
- 2000 – Si cierra los ojos (para el álbum Una mujer de soñar de Patty Pravo)
- 2000 – Sparami al corazón (para el álbum Una mujer de soñar de Patty Pravo)
- 2000 – Count down (para el álbum Una mujer de soñar de Patty Pravo)
- 2000 – Buongiorno a ti (para el álbum Una mujer de soñar de Patty Pravo)
- 2000 – Enamorada de amor (para el álbum Una mujer de soñar de Patty Pravo)
- 2000 – Parliamone (para el álbum Una mujer de soñar de Patty Pravo)
- 2003 – Buon cumpleaños (para el álbum Antes de partir de Irene Grandes)
- 2003 – Quiero una ninna nanna (para el álbum Antes de partir de Irene Grandes)
- 2004 – Y… (para el álbum Buen o malo de Vasco Rojos)
- 2009 – Por qué todo muere (para el álbum Soubrette de Gennaro Cosmo Hablado)